# Пяташное
Пяташное — упразднённое село в Азовском немецком национальном районе Омской области. Точная дата упразднения не установлена.

## География
Располагалось в 3,5 км к северо-западу от села Кошкарёво.

## История
Образовано в 1906 г. До 1917 г. хутор Новинской волости Омского уезда Акмолинской области. После 1920 г. в составе Кручского сельсовета. 

## Население[1]
| год     | 1920 | 1926 | 1970 |
| ------- | ---- | ---- | ---- |
| человек | 81   | 110  | 156  |

## Инфраструктура
Было развито сельское хозяйство. Действовал колхоз «Стахановец». С 1951 г. отделение колхоза имени Свердлова. С 1957 г. отделение совхоза «Сосновский». В 1960 г. после реорганизации совхоза стало отделением опытного хозяйства сибирской машиноиспытательной станции.